# Maeda Toshitsugu

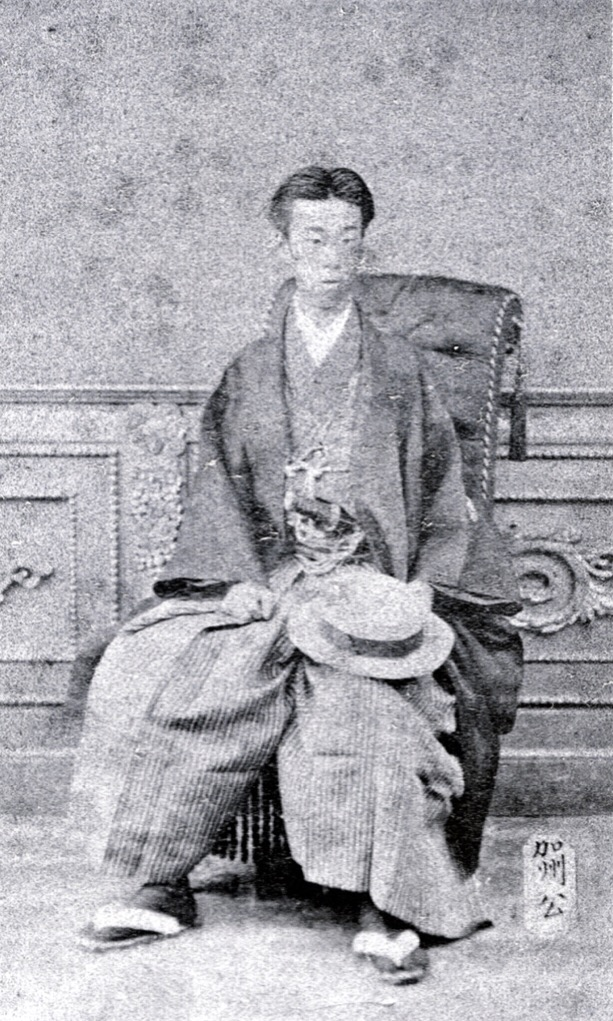
Maeda Toshitsugu

Maeda Toshitsugu (japanisch 前田 利嗣; geboren 31. Mai 1858 in Kanazawa (damals Provinz Kaga); gestorben 14. Juni 1900) war der Sohn des letzten Daimyō der Maeda-Domäne auf der Insel Kyūshū.

## Leben und Wirken
Maeda Toshitsugu war der älteste Sohn von Maeda Yoshiyasu (前田 慶寧; 1830–1874), dem 14. Daimyō der Kaga-Domäne (加賀藩). 1869 wurde er von seinem Vater mit dem Rang eines höheren Offiziers und mit dem Ehrentitel „Chikuzen no Kami“ (筑前守) ausgezeichnet.
1871 schloss sich Maeda, zusammen mit seinen Kollegen vom Hofadel und Schwertadel, Iwakura Tomotsuna (1841–1923), dem Adoptivsohn Iwakuras, sowie Ōkubo Hikonoshin (1830–1878), Makino Nobuaki (1861–1949), Yamagata Isaburō (1858–1927), Nabeshima Naohiro (1846–1921), Maeda Toshiatsu (1858–1921), Kuroda Nagatomo (1839–1902), Ōmura Sumihiro (1831–1882), Torii Tadafumi (1847–1914) u. a. zum Erwerb von Auslandskenntnissen der Iwakura-Mission an und bildete sich in England weiter.
Nach seiner Rückkehr widmete sich Maeda der Förderung der englischen Sprache. Er förderte die Entwicklung Hokkaidōs mit einer Investition von 100.000 Yen. Mit der Einführung des parlamentarischen Systems 1890 wurde er Mitglied des Oberhauses.
Maeda nahm  am Jubiläumsfest 300 Jahre Burg Kanazawa teil, das im Oktober 1891 im Oyama-Schrein stattfand 1895 wurde im westlichen Teil der Ishikari-Ebene (石狩平野, Ishikari heiya) auf Sapporo, eine Farm angelegt, die zum Ursprung der „Sapporo-Maeda“ wurde.
In der Meiji-Zeit erhielt diese Familie Fürsten-Rang.